# Heilig-Kruiskapel (Dessel)

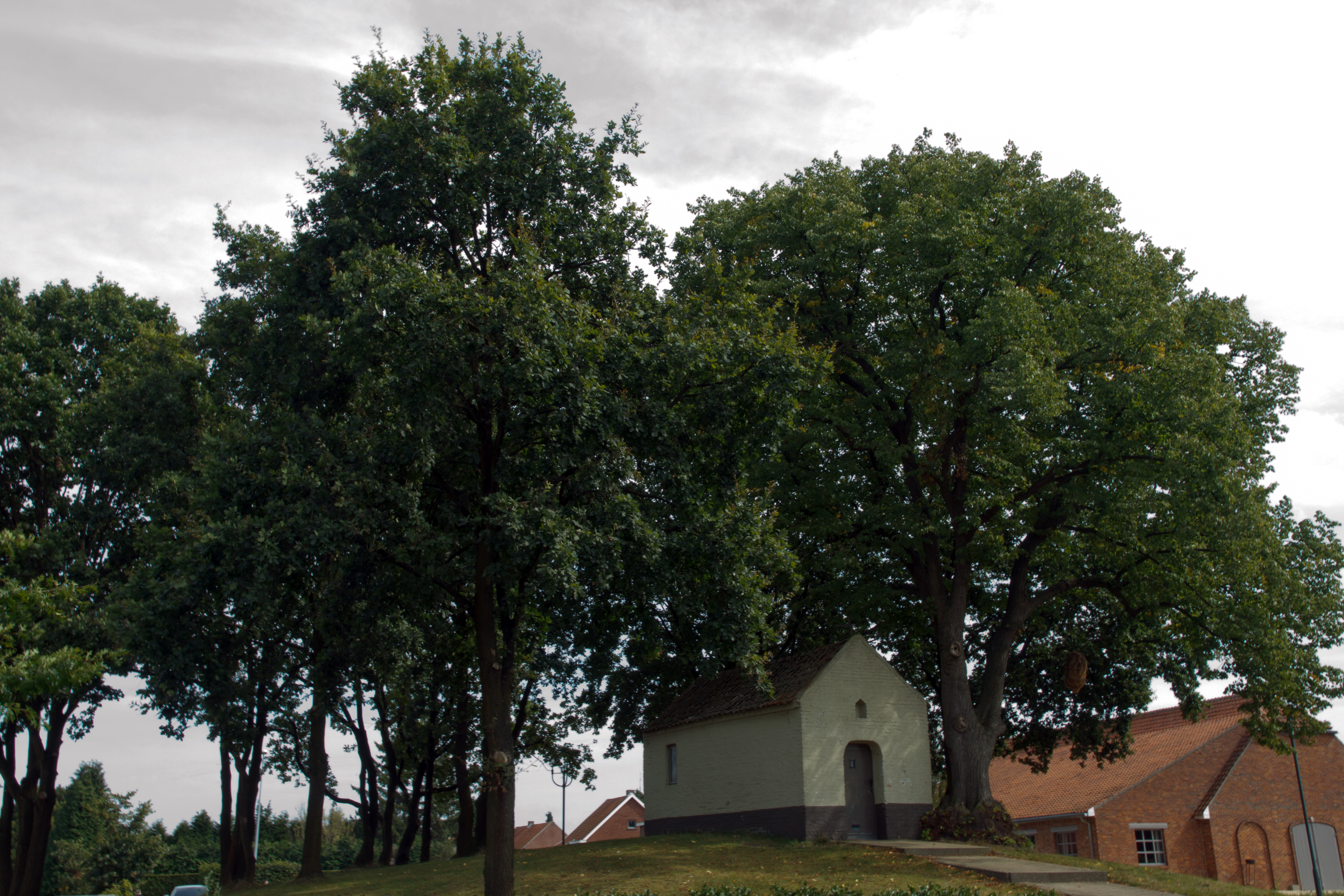
Heilig-Kruiskapel

De Heilig-Kruiskapel is een kapel in de Antwerpse plaats Dessel, gelegen aan Kruisberg 18 in de buurtschap Heide.
In 1704 werd een kunstmatige heuvel opgeworpen waarop een kruisbeeld werd geplaatst. Begin 19e eeuw werd er een kapel op de berg gebouwd, misschien ter vervanging van een oudere kapel.
Het is een eenvoudig witgeschilderd bakstenen gebouwtje dat omringd wordt door eiken- en lindebomen.